# Blanka Josephová-Luňáková
Blanka Josephová-Luňáková, rozená Blanka Luňáková (* 10. listopadu 1955 Praha) je česká herečka loutkového divadla, autorka loutkových her pro děti, rozhlasových a televizních scénářů a písňových textů, arteterapeutka a redaktorka.

## Život
Tato pražská rodačka se k loutkovému divadlu dostala, až když byla na gymnáziu. V té době se s ní rozešel kluk a hledala nějaké rozptýlení. Proto začala chodit do tehdejšího Domu pionýrů a mládeže v Karlíně, kde fungoval loutkářský kroužek. Tento kroužek vedla Lída Kuncová a protože do kroužku chodily čtyři stejně staré holky z jednoho gymnázia, tak mimo hraní zde probíraly i své dospívající životy. Díky Lídě Kuncové, která absolvovala dálkově dramatickou výchovu na loutkářské katedře, objevila obor loutkoherectví a přihlásila se na loutkářskou katedru DAMU. Kromě loutkoherectví působila ve Studiu pohybového divadla Václava Martince a Niny Vangeli, kde ji přivedl její spolužák Tomáš Jelínek. Po absolvování DAMU v roce 1978 nastoupila do angažmá v Divadle Alfa v Plzni. Toto divadlo si vybrala, jelikož když zde byla ve čtvrtém ročníku na praxi, vládlo zde přátelské prostředí. Po nástupu do divadla jí nabídl tehdejší ředitel Alois Tománek tříměsíční stáž v Charleville-Mézières placenou ministerstvem kultury. Zde poznala svého muže, který dělal asistenta Jeanu-Pierrovi Lescotovi a za kterého se vdala v roce 1981. Protože ale nechtěla být trvale ve Francii, našel si v Československu stáž placenou francouzským ministerstvem a jako cizinec studoval v Praze scénografii. Následně ho Divadlo Alfa zaměstnala v dílnách. Kromě Československa žili také v Lyonu, kde porodila své děti, ale protože se jí nepodařilo zaměstnat v divadle, vrátili se zpět do Česka.
Během svého působení v Divadle Alfa, kdy od roku 1989 do 2003 byla na volné noze, zde ztvárnila řadu rolích, jako například Matku v Erbenově baladě Poklad v Kytici, Matku vlčici v Mauglím nebo v inscenacích Tři mušketýři, Krvavé koleno a v jiných pohádkách. Mimo hraní také vyučuje, které začalo krátce po příchodu do Divadla Alfa, když začala vést dramatický kroužek v Lidové škole umění v Plzni. Následně v devadesátých letech založil člen plzeňského Divadla J. K. Tyla Erik Bezdíček uměleckou školu a Blanka zde přebrala dramatický obor. V současné době vede vlastní hereckou školu. Po přečtení knihy Když hodiny padaly z věže od Věry Linhartové se začala věnovat pomáhaní cizincům žijící v Česku, kdy skrze divadelního představení vypráví své příběhy. Také vede dramaterapie v pacientském sdružení Krystal, kde jsou dospělí s psychickými onemocněními.
Za svou práci obdržela za rok 2014 Cenu Thálie za celoživotní mistrovství v kategorii loutkové divadlo, kterou ji měl ale předat Josef Krofta, který pár dnů před slavnostním předáváním zemřel. Skleněnou cenu si vystavila v divadelním klubu Divadla Alfa, kde ji ale po oslavě jedné premiéry při tancování omylem rozbil Milan Hajn. Když Milan Hajn získal v roce 2019 Cenu Thálie v kategorii alternativní a loutkové divadlo, daroval svou skleněnou cenu Blance, která zase jemu dala ucho se střepem, co zbylo z té její.